# Meat Is Murder
Meat Is Murder (рус. Мясо — это убийство) — второй студийный альбом британской группы The Smiths, выпущенный в феврале 1985 года. Альбом стал первым релизом, достигшим первой строчки британского чарта ещё при существовании группы, и продержался там в общей сложности 13 недель. Также он достиг 110-й строчки в США. В 2003 году журнал Rolling Stone поместил альбом на 295-е, а в 2012-м — на 296-е место в списке «500 величайших альбомов всех времён».

## Запись альбома
После не совсем удачного дебютного альбома вокалист группы Моррисси и гитарист Джонни Марр решили заняться продюсированием альбома самостоятельно, при незначительной поддержке продюсера Стивена Стрита, с которым они познакомились на записи сингла «Heaven Knows I’m Miserable Now».
В текстовом отношении Meat Is Murder стал более резким в политическом плане, чем его предшественник, а также в заглавном треке затронул тему вегетарианства, что также следует из названия релиза. Моррисси неоднократно поднимал тему политики в своих интервью, что приводило к полемике. Он довольствовался высказываниями в адрес Тэтчер, правительства, монархии в целом. В одном из таких интервью он отметил: «Можно проявлять большую заботу о народах Эфиопии, но совсем другой момент — это причинять ежедневные пытки народу Англии». В музыкальном плане группа решила использовать рокабилли-рифы (например, в композиции «Rusholme Ruffians» слышна «(Marie’s the Name) His Latest Flame»), а Энди Рурк исполнил партию на бас-гитаре в песне «Barbarism Begins at Home» методом «funk bass».

## Выход
После выпуска сингла «Shakespeare’s Sister», который не вошёл в ни в один альбом группы, синглы группы не становились успешными, а потому многие посчитали выбор композиции «That Joke Isn’t Funny Anymore» странным для выпуска нового релиза. Релиз достиг 49-го места в чартах Великобритании, что стало рекордом для группы. Рекорд был побит уже спустя несколько месяцев: композиция «The Boy with the Thorn in His Side» с альбома The Queen Is Dead достигла 23-й строчки в UK Singles Chart осенью 1985 года.
Песня «How Soon Is Now?», первоначально выпущенная в качестве би-сайда «William, It Was Really Nothing», была добавлена в американское издание альбома Meat Is Murder. Трек стал популярен в танцевальных клубах Соединённых Штатов, а также в эфире альтернативных радиостанций и был включён в переиздание альбома, вышедшее в 1992 году на лейбле Warner Music Group. В конечном итоге группа приняла решение выпустить композицию в виде сингла в Великобритании, и она поднялась на 24-ю строчку в чарте. Два трека с альбома — «Well I Wonder» (с сингла «How Soon Is Now?») и «What She Said» (с сингла «Shakespeare’s Sister») — также изначально были выпущены в качестве би-сайдов.

## Обложка
На обложке альбома размещён кадр из американского документального фильма 1968 года In the Year of the Pig режиссёра Эмиля де Антонио, который номинировался на премию Оскар в категории «Лучший документальный фильм».
Кадр, помещённый на обложку альбома, представляет собой фотографию военнослужащего КМП США капрала Майкла Винна (англ. Michael Wynn), сделанную в 1967 году. Надпись на шлеме солдата — «Make War Not Love», переиначенная популярная фраза «Make love, not war» (рус. Занимайтесь любовью, а не войной) — на CD-дисках, выпущенных[где?], была изменена на название альбома, в то время как на британских и американских виниловых пластинках и дисках осталась неизменной.

## Список композиций
Слова и музыка всех песен — Моррисси/Марр.
| №   | Название                                                                   | Длительность |
| --- | -------------------------------------------------------------------------- | ------------ |
| 1.  | «The Headmaster Ritual»                                                    | 4:52         |
| 2.  | «Rusholme Ruffians»                                                        | 4:19         |
| 3.  | «I Want the One I Can’t Have»                                              | 3:13         |
| 4.  | «What She Said»                                                            | 2:40         |
| 5.  | «That Joke Isn’t Funny Anymore»                                            | 4:57         |
| 6.  | «How Soon Is Now?» (изначально не была выпущена в Великобритании и Европе) | 6:46         |
| 7.  | «Nowhere Fast»                                                             | 2:35         |
| 8.  | «Well I Wonder»                                                            | 4:00         |
| 9.  | «Barbarism Begins at Home»                                                 | 7:00         |
| 10. | «Meat Is Murder»                                                           | 6:05         |

## Позиции в хит-парадах и коммерческие показатели
| Год  | Хит-парад                        | Высшая позиция | Пребывание |
| ---- | -------------------------------- | -------------- | ---------- |
| 1985 | Австралия (Kent Music Report)    | 58             | нет данных |
| 1985 | Великобритания (UK Albums Chart) | 1              | 13 недель  |
| 1985 | Европа (European Top 100 Albums) | 29             | нет данных |
| 1985 | Канада (RPM Albums Chart)        | 40             | 18 недель  |
| 1985 | Нидерланды (Album Top 100)       | 39             | 6 недель   |
| 1985 | Новая Зеландия (RMNZ)            | 13             | 9 недель   |
| 1985 | США (Billboard 200)              | 110            | 32 недели  |
| 1985 | ФРГ (Offizielle Top 100)         | 45             | 5 недель   |
| 1985 | Швеция (Sverigetopplistan)       | 27             | 1 неделя   |

| Регион                                                      | Сертификация | Продажи  |
| ----------------------------------------------------------- | ------------ | -------- |
| Великобритания (BPI)                                        | Золотой      | 100 000^ |
| ^ Данные о тиражах приведены только на основе сертификации. |              |          |